# Acid eudesmic
Acidul eudesmic este un compus organic fiind un derivat trimetoxilat de acid galic. Se regăsește în Eucalyptus spp.

## Obținere
Acidul eudesmic se poate sintetiza în mod direct, în urma reacției dintre acid galic și sulfat de dimetil.

## Proprietăți
Prin reacția de hidroliză selectivă (prin demetilare), în prezență de acid sulfuric 20%, formează acid siringic.

## Derivați
- Rezerpină și dezerpidină
- Trimebutină
- Trimetobenzamidă
- Trimetozină